# بكاه فريدوني
بكاه فريدوني (بالفارسية: بگاه فريدوني) ( 25 يونيو 1983) ممثلة ومغنية ألمانية من أصول إيرانية. غادرت إيران مع عائلتها عندما كانت في الثانية من عمرها. بدأت حياتها المهنية كمغنية عندما كانت في السادسة عشرة من عمرها لكنها تخلت عن الغناء لصالح التمثيل.

## فيلموغرافيا

### الأفلام السينمائية
| عام  | عنوان العمل     | دورها       | ملاحظات |
| ---- | --------------- | ----------- | ------- |
| 2009 | أرنب بلا آذان 2 | لانا        |         |
| 2009 | نساء بلا رجال   | فائزة       |         |
| 2018 | آخر برلين       | شيرين كامبر |         |
| 2018 | قطة مختلة       | مينا        |         |
| 2020 | إيزي و أوزي     | مدرس        |         |

### المسلسلات التلفزيونية
| عام         | عنوان العمل        | دورها       | ملاحظات |
| ----------- | ------------------ | ----------- | ------- |
| 2006-2008   | تركيا أو أفغانستان | قمر اوزتارك |         |
| 2007 ، 2010 | دير كرميناليست     |             |         |